# Wiedemann Bjerge
Wiedemann Bjerge är en nunatak i Grönland (Kungariket Danmark).   Den ligger i kommunen Sermersooq, i den sydöstra delen av Grönland, 1 100 km öster om huvudstaden Nuuk. Toppen på Wiedemann Bjerge är 928 meter över havet.
Terrängen runt Wiedemann Bjerge är kuperad åt sydväst, men åt nordost är den bergig.  Trakten runt Wiedemann Bjerge är nära nog obefolkad, med mindre än två invånare per kvadratkilometer. Det finns inga samhällen i närheten. Trakten runt Wiedemann Bjerge är permanent täckt av is och snö.